# 福原親俊
福原 親俊（ふくばら ちかとし、天保4年7月2日（1833年8月16日） - 安政5年8月4日（1858年9月10日））は、長州藩永代家老・宇部領主福原家23代。
父は福原熙賢。母は毛利広鎮の娘。祖父は福原房純。曽祖父は徳山藩主毛利就馴。室は宍戸元礼（熙賢の実弟）の娘。通称は勝三郎、左近、近江。

## 生涯
天保4年（1833年）、長州藩家老福原房純の嫡子、福原熙賢の長男として生まれる。天保7年（1836年）正月、祖父房純が没し、その1週間後に父の熙賢も没したため、4歳で家督を相続することとなる。藩主毛利慶親の偏諱を受け親俊と名乗る。天保年間、郷校晩成舎を設立する。弘化2年（1845年）儒学者佐々木向陽を招請し、晩成舎を移転して菁莪堂と改称。安政元年（1854年）城西海辺警衛惣奉行となり異国船の警戒にあたる。安政5年（1858年）長州藩が幕府より、西摂沿岸の海防警備を命ぜられると、兵庫警衛惣奉行となる。兵庫出張中に病に倒れ、同年死去した。享年26。家督は房純の甥かつ熙賢正室の弟である福原元僴が相続した。